# Don Smithers
Pour les articles homonymes, voir Smithers.
Don Smithers (né le 17 février 1933 à New York), est un trompettiste américain classique, spécialisé dans le répertoire de la musique baroque. Il est l'un des pionniers de l'interprétation sur la trompette naturelle.

## Biographie
Il fait de longues études supérieures à université Hofstra, puis à l'université de New York, à l'université Columbia et, finalement, au Merton College de l'université d'Oxford, où il obtient en 1967 un doctorat en histoire de la musique. Il devient ensuite professeur associé à l'université de Syracuse et, à partir de 1975, enseigne l'histoire de la musique et l'interprétation musicale au Conservatoire royal de La Haye.
Comme historien de la musique, il mène des recherches révolutionnaires sur la trompette baroque. Ses articles et ouvrages sont une mine de renseignements sur les contextes sociaux et historiques de l'instrument, ainsi que son rôle allégorique dans la musique de la Renaissance et de la période baroque. Ses recherches incluent aussi des travaux sur Johann Sebastian Bach et l'utilisation des cuivres dans ses compositions. Au sein du mouvement des Baroqueux, Smithers joue également un rôle décisif pour la relance d'une pratique du jeu de la trompette naturelle sur des sources historiquement vérifiées où sont précisées les techniques de jeu anciennes et la facture des instruments d'époque.
Smithers contribue aussi à la redécouverte de nombreuses œuvres musicales majeures destinées à la trompette dans la musique du XVIIe siècle, notamment des compositions de Biber, Schmelzer et Vejvanovský. En 1968, au plus fort de la guerre froide, il parvient à réaliser une copie sur microfilms d'une collection de manuscrits de ces compositeurs, détenus en Tchécoslovaquie, qu'il dépose à la Bibliothèque de l'Université de Syracuse de l'État de New York. Plus récemment, il mène a bien la mise au jour des archives musicales du Château de Sondershausen, qui possède la plupart des cantates encore conservées de Gottfried Heinrich Stölzel.
Comme trompettiste, après quelques enregistrements avec des ensembles comme le New York Pro Musica, Musica Reservata et le Studio der fruehen Musik, il enregistre en soliste, sous le label Philips, des œuvres avec l'Academy of St. Martin-in-the-Fields et, surtout, un disque de musiques baroques italiennes avec I Musici, respectivement en 1970 et 1971. Autres enregistrements fameux, ceux exécutés dans le cadre du premier enregistrement mondial de l'intégrale des cantates de Bach par Gustav Leonhardt et Nikolaus Harnoncourt. Il joue alors les parties virtuoses de trompette, notamment dans les cantates Du sollt Gott, deinen Herren, lieben, BWV 77 et Es reißet euch ein schrecklich Ende, BWV 90, sur une trompette naturelle baroque, copie exacte des instruments du XVIIIe siècle.

## Publications
- The Music and History of the Baroque Trumpet before 1721, London, Dent, 1973 (2e édition Buren, The Netherlands et Carbondale, USA 1988)
- The Trumpets of J.W. Haas: a survey of four generations of Nuremberg brass instrument makers, Galpin Society Journal, xviii, London, 1965
- Music for the Prince-Bishop, Music and Musicians, XVIII, 8 (April), 24-27, 1970
- The Habsburg imperial Trompeter and Heerpaucker privileges of 1653, Galpin Sociey Journal, xxiv, London, 1971
- Playing the Baroque Trumpet: Research into the history and physics of this largely forgotten instrument is revealing its secrets, enabling modern trumpeters to play it as the musicians of the 17th and 18th centuries did, Scientific American, 254/4, 108-115, 1986
- Gottfried Reiches Ansehen und sein Einfluss auf die Musik Johann Sebastian Bachs, Bach-Jahrbuch 73, 113-150, 1987
- An Interview with Don L. Smithers, ITG Journal 13, no. 2, 1988, 11-20
- A New Look at the Historical, Linguistic and Taxonomic Bases for the Evolution of Lip-blown Instruments from Classical Antiquity until the end of the Middle Ages, Historic Brass Society Journal 1, 3-64, 1989
- Bach, Reiche and the Leipzig Collegia Musica, Historic Brass Society Journal 2, 1-51, 1990
- The Emperors' New Clothes Reappraised; or Bach's Musical Resources Revealed, BACH, The Journal of the Riemenschneider Bach Institute, XXVIII, 1-81, 1997

## Discographie partielle
- A Florentine Festival, Musica Reservata, Morrow & Beckett, Argo ZRG 602 (1968)
- Music for Trumpet and Cornetto (Œuvres de Grossi, Buonamente, Viviani et autres) Argo ZRG 601 (1969)
- Baroque Trumpet Anthology, Academy of St. Martin-in-the-Fields (Œuvres de Telemann, Schmelzer, Vejvanovsky et autres), Philips 6500 110 (1970)
- Italian Trumpet Music, I Musici (Œuvres de Torelli, Perti, Bononcini, etautres), Philips 6500 304 (1971)
- Virtuose Trompetenkonzerte aus Barock und Rokoko (Œuvres de Richter, Graupner, Querfurth, Haydn), BASF MPS 25 21778-7 (1973)
- Bach’s Trumpet, Philips 6500 925 (1975)
- Two Centuries of Trumpet (Œuvre de H.I.F. and C.H. Biber, Altenburg, Vejvanovsky, Mozart etautres), coffret de 2 disques, Philips 6769 056 (1980)

### Sources
- Tarr, E.H. The New Grove Dictionary of Music and Musicians, 2001